# جورج لي رايدر
جورج لي رايدر (بالفرنسية: Georges Le Rider)‏ هو أمين مكتبة ومؤرخ فرنسي، ولد في 27 يناير 1928 في Saint-Hernin ‏ في فرنسا، وتوفي في 2 يوليو 2014 في جيفور في فرنسا.